# 50年戦争 イスラエルとアラブ
50年戦争 イスラエルとアラブ（ごじゅうねんせんそう- 、原題：The 50 Years War - Israel and The Arabs）は、NHKとBBCが共同制作したドキュメンタリー番組である。1998年にNHK衛星第1テレビの「BSドキュメンタリー」で全6回が放送された。

## 概要
1948年のイスラエル建国、第一次中東戦争から始まり、1995年のオスロ合意までのイスラエル＝アラブの歴史を描く。歴史フィルムやナレーションは最小限に抑え、主として当事者たちへのインタビューを基に構成されているのが特徴である。

## スタッフ
- 監修：平山健太郎

## 出演
- イスラエル
  - シモン・ペレス：国防相、首相
  - アリエル・シャロン：国防相、住宅建設相（後に首相）
  - エゼル・ヴァイツマン：国防相、大統領
  - イツハク・シャミル：首相
  - エフード・バラック：軍司令官（後に首相）
- エジプト
  - アブドルハキーム・アーメル：参謀総長
  - ホスニー・ムバーラク：大統領
- ヨルダン
  - フセイン1世：国王
- シリア
  - ファールーク・アッ＝シャルア：外相（後に副大統領）
- パレスチナ
  - ヤーセル・アラファート：PLO議長
  - ジョージ・ハバシュ：PFLP議長
- スーダン
  - モハメド・アン・ヌメイリ：大統領
- アメリカ
  - ヘンリー・キッシンジャー：国務長官

## 放送リスト
| 放送回 | 初回放送日   | タイトル                                           | 放送時間 |
| ------ | ------------ | -------------------------------------------------- | -------- |
| 第1回  | 1998年10月日 | 建国と亡国 ～第1次・第2次中東戦争～                | 50分     |
| 第2回  | 1998年10月日 | 失われたパレスチナ ～第3次中東戦争～               | 50分     |
| 第3回  | 1998年10月日 | 流転するPLO ～パレスチナ解放機構～                 | 50分     |
| 第4回  | 1998年10月日 | 孤立と暗殺 ～第4次中東戦争～                       | 50分     |
| 第5回  | 1998年10月日 | マドリード和平会議 ～インティファーダ 和平への波～ | 50分     |
| 最終回 | 1998年10月日 | 共存への一歩 ～相互認知 そして逆風～               | 50分     |

## 関連書籍・ビデオ
- 書籍
Ahron Bregman, Jihan El-Tahri, "Fifty Years War: Israel and the Arabs", Simon & Schuster, 1999, ISBN 1-57500-057-1 （英語）
- DVD
The 50 Years War - Israel & The Arabs（英語版、リージョン1、NTSC方式）

## 関連番組
- 「ユーゴスラヴィアの崩壊」（NHK衛星第1テレビ）